# Sven Noppes

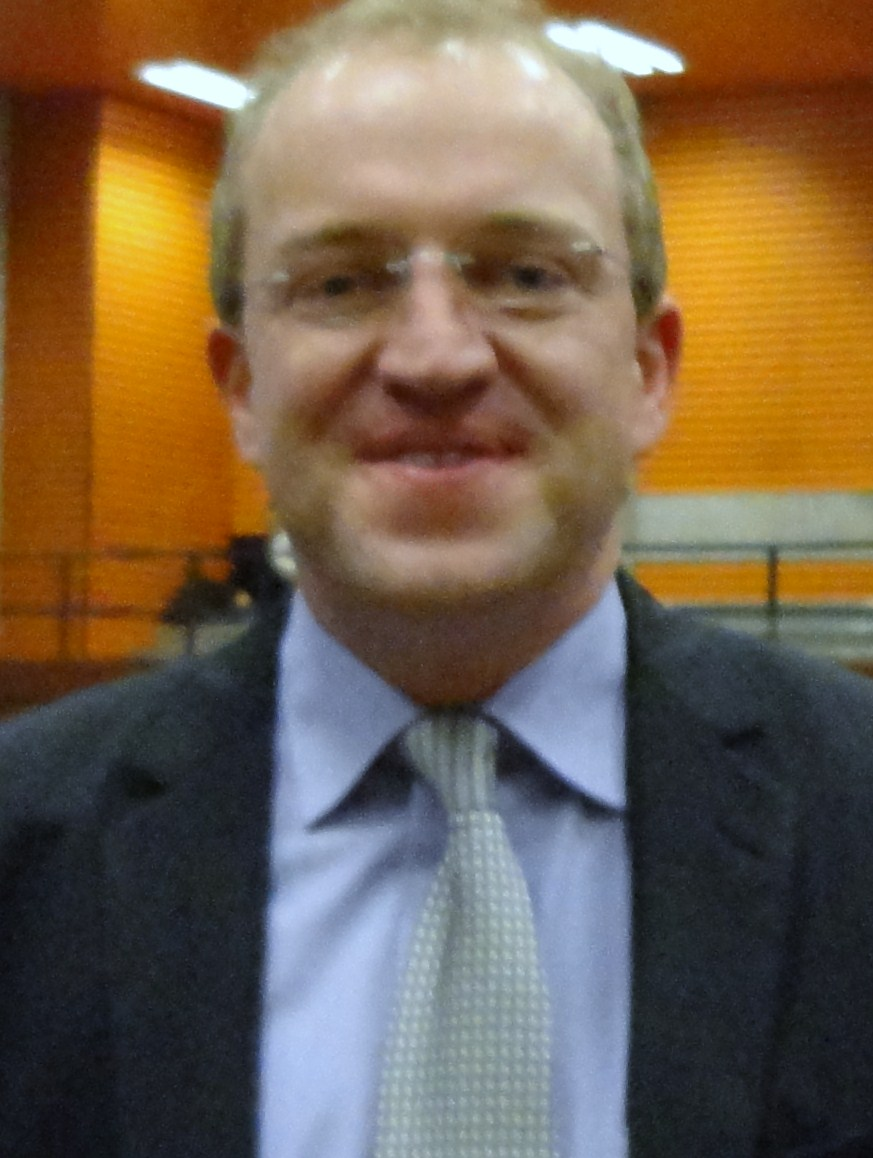
Sven Noppes, Deizisau 2012

Sven Noppes (* 21. März 1976 in Esslingen am Neckar) ist ein deutscher Schachorganisator und Schachschiedsrichter.

## Schachorganisator
Von seiner Berufsausbildung her diplomierter Bankbetriebswirt organisiert Noppes als Vorsitzender des Schachvereins Schachfreunde Deizisau seit 1997 das Neckar-Open, ein internationales Schachturnier, das jedes Jahr über Ostern in seinem Heimatort Deizisau ausgetragen wird. Unter seiner Leitung entwickelte sich das Turnier im Laufe der Jahre zum größten in Deutschland mit klassischer Bedenkzeit und zu einem der größten weltweit. Die bisherige Rekordmarke von 764 Teilnehmern wurde dabei im Jahr 2012 erreicht.
Nachfolgeturnier der Neckar Open ist seit 2016 das Grenke Chess Open in Karlsruhe, das auch von Noppes organisiert wird.
Im Jahr 2005 übernahm Noppes bei der OSG Baden-Baden die Position des Teamchefs der Herren-Schachbundesligamannschaft. Nach den zuvor vergeblichen Anläufen auf den Titel eines deutschen Mannschaftsmeisters konnte Baden-Baden in der Saison 2005/06 zum ersten Mal den Titel erringen und ihn seither jedes Jahr wieder gewinne können mit Ausnahme der Saisons 2015/16 und 2023/24. Seit dem Jahr 2007 tritt das Team auch beim jährlichen European Club Cup an.
Im Juni 2007 wurde Noppes zum Vizepräsidenten des neu gegründeten Vereins „Schachbundesliga e.V.“ gewählt. Diese Position übte er ein Jahr aus. Der Verein veranstaltet die 1. Bundesliga seit der Saison 2008/09 an Stelle des Deutschen Schachbundes.

## Schachschiedsrichter
Noppes besitzt die Qualifikation FIDE-Schiedsrichter des Weltschachbundes. Von 1999 bis 2007 leitete er als Hauptschiedsrichter das in Frankfurt am Main beziehungsweise Mainz ausgetragene Schnellschachturnier Chess Classic. Bis zu seiner Berufung als Teamchef der OSG Baden-Baden im Jahr 2005 war Noppes Schiedsrichter in der Schachbundesliga.

## Andere Aktivitäten
Ebenso ist Noppes ein Vorstandsmitglied der deutsch polnischen Raisin Bank (Mitteleuropäische Handelsbank AG) welche in Frankfurt am Main durch die Hessische Landesbank und die polnische Bank Handlowy, gegründet wurde.